# Andreea B
Andreea B este al patrulea album de studio al cântăreței Andreea Bălan. 

## Lista pieselor
| No. | Numele piesei                                     | Durata |
| --- | ------------------------------------------------- | ------ |
| 1   | „Nu știu să fiu numai pentru tine ” (feat. Keo)   | 3:27   |
| 2   | „De ce nu pleci”                                  | 3:48   |
| 3   | „Prinde-mă! Aprinde-mă!”                          | 4:21   |
| 4   | „Fără tine nu sunt eu”                            | 4:04   |
| 5   | „Hungry for love” (feat. Keo)                     | 3:32   |
| 6   | „Mă doare fără tine” (feat. Laurențiu Duță)       | 3:28   |
| 7   | „Prea târziu pentru mine”                         | 3:01   |
| 8   | „Always be with you”                              | 4:07   |
| 9   | „Don’t push my heart”                             | 3:22   |
| 10  | „Mă minți”                                        | 3:27   |
| 11  | „Mai mult ca ieri” (feat. Bogdan Dima)            | 3:32   |
| 12  | „Reply”                                           | 3:42   |
| 13  | „Hungry for love” Code Rmx (feat. Sarkastik)      | 3:35   |
| 14  | „Liberă la mare”1                                 | 3:29   |
| 15  | „Nu știu să fiu numai pentru tine” Derek Brin RMX | 3:25   |

1 Piesă înregistrată în perioada Andrè, inclusă pe un album al formației. Varianta inclusă pe album reprezintă o remixare și reînregistrare a piesei, fără vocea Andreei Antonescu.

## Piese promovate
| Piesa                              | Clasamentul      | Poziția maximă |
| ---------------------------------- | ---------------- | -------------- |
| „Nu știu să fiu numai pentru tine” | Romanian Top 100 | 56             |
| „Prinde-mă! Aprinde-mă!”           | Romanian Top 100 | 64             |